# Seguridad inherente
La seguridad inherente es un concepto usado particularmente en las industrias químicas y de procesos. Un proceso inherentemente seguro tiene un bajo nivel de peligro incluso si las cosas funcionan en forma incorrecta. Es usado en contraste a sistemas seguros donde un alto grado de peligrosidad es controlado por sistemas de protección. No debería ser confundido con seguridad intrínseca que es una tecnología específica para sistemas eléctricos en atmósferas potencialmente inflamables. Como la seguridad perfecta no puede ser alcanzada, la práctica común es hablar acerca de un diseño más seguro inherentemente.
“Un diseño más seguro inherentemente es uno en el que se evitan los peligros en vez de controlarlos, particularmente reduciendo las cantidades de materiales y operaciones peligrosas en una planta.”

## Orígenes
El concepto de reducir en vez de controlar los peligros fue presentado por Trevor Kletz en un artículo titulado “What You Don’t Have, Can’t Leak” (en castellano: Lo que no tienes, no puede filtrarse) sobre las lecciones aprendidas a partir del desastre de Flixborough, y el nombre de seguridad inherente de un libro que era una versión expandida de ese artículo. Una versión de 1991 con muchas revisiones y retitulado presentó las técnicas que son generalmente citadas.

## Principios
La terminología de seguridad inherente se ha desarrollado desde 1991, con algunas palabras ligeramente diferentes pero con las mismas intenciones que Kletz. Los cuatro principales métodos para alcanzar diseños inherentemente más seguro son:
- Minimizar:[6] Reducir la cantidad de material peligros presente en cualquier momento. Por ejemplo: el viejo proceso por lotes para la fabricación de nitroglicerina. La reacción era producida usando 1 tonelada de material, la razón detrás de esta cifra era el tiempo requerido para el proceso, tan largo como 92 horas), sin embargo la reacción química no es lenta, sino que el proceso de mezclado en el reactor del lote no era bueno. El problema fue resuelto diseñando un reactor pequeño, de flujo continuo, de buena mezcla con una reducción en el tiempo de residencia de 2 horas a 2 minutos. Las ventajas del proceso continuo sobre el proceso por lotes son:
  - La evolución del calor es uniforme lo que facilita el control.
  - Los procesos por lotes cambian en el tiempo y afectan la calidad de la mezcla.

- Substituir: Reemplazar un material con otro menos peligroso, por ejemplo, limpiar con agua y detergente y no con un solvente inflamable.
- Moderar:[7] Reducir la potencia de un efecto, por ejemplo, usar un líquido frío en vez de un gas a alta presión, o usar un material de forma diluida y no concentrada.
- Simplificar: Diseñar para evitar los problemas más que agregar equipo o características adicionales para manejarlos. Integrar opciones y usar procedimientos complejos sólo si ellos son realmente necesarios.

Otros dos principios adicionales son usados por otros autores:
- Tolerancia al Error: Equipamiento y procesos pueden ser diseñados para ser capaces de resistir posibles fallas o desviaciones del diseño. Un ejemplo muy simple es hacer que las tuberías y las uniones sean capaces de resistir la máxima presión posible si las descargas son cerradas.
- Limitar los Efectos: Diseñar y localizar el equipo de tal forma que la peor condición posible genere menos peligro, por ejemplo, la gravedad llevará el resultado de una fuga hacia un lugar seguro, mediante el uso de muros de contención o terraplenes.

En términos de hacer las centrales más amistosas con el usuario, Kletz también agregó lo siguiente:
- Evitar los efectos de encadenamiento;
- Hacer imposible el ensamblaje o conexiones incorrectas;
- Hacer que el estado sea claro e inequívoco;
- Facilitar el control;
- Procedimientos de software y administración.

## Situación oficial
La seguridad inherente ha sido reconocida como un principio deseable por varias autoridades nacionales, incluyendo la Comisión Reguladora Nuclear de Estados Unidos y el Ejecutivo de Seguridad y Salud (Health and Safety Executive, HSE) del Reino Unido. Al evaluar sitios COMAH el HSE establece que Los mayores peligros de accidentes deberían ser evitados o reducidos en la misma fuente a través de la aplicación de los principios de la seguridad inherente. La Comisión Europea en su Documento Guía sobre la Directiva Seveso II establece que Los peligros deberían ser posiblemente evitados o reducidos en la fuente a través de la aplicación de las prácticas de la seguridad inherente.
En Estados Unidos, el Condado de Contra Costa requiere que las plantas químicas y las refinerías de petróleo implementen revisiones de seguridad inherente y hagan los cambios que surjan de dichas revisiones.

## Cuantificación
El Índice Dow de Incendios y Explosiones es una medida esencial de peligro inherente y es la cuantificación más ampliamente usada de seguridad inherente. Un índice más específico de diseño seguro inherentemente ha sido propuesto por Heikkilä, y variaciones de esto han sido publicados. Sin embargo, todos son mucho más complejos que el Índice Dow F & E.